# بينديكت بالنسا
بينديكت بالنسا (1825-1891) (بالإنجليزية: Benedict Balansa)‏ هو عالم نبات فرنسي.